# ویل (آریزونا)
ویل (به انگلیسی: Vail) یک منطقهٔ مسکونی در ایالات متحده آمریکا است که در شهرستان پیما، آریزونا واقع شده‌است. ویل ۵۸٫۷۲ کیلومتر مربع مساحت و ۵۵۸ نفر جمعیت دارد و ۹۸۶ متر بالاتر از سطح دریا واقع شده‌است.